# Biskupi Sztokholmu
Biskupi Sztokholmu

## Prefektura Apostolska Szwecji (1781–1783)
| L.p. | Imię i nazwisko | Lata      | Informacje dodatkowe |
| ---- | --------------- | --------- | -------------------- |
| 1    | Nicolaus Oster  | 1781–1783 | prefekt apostolski   |

## Wikariat Apostolski Szwecji (1783–1953)
| L.p. | Imię i nazwisko          | Lata sprawowania urzędu | Informacje dodatkowe                   |
| ---- | ------------------------ | ----------------------- | -------------------------------------- |
| 1    | Nicolaus Oster           | 1783–1790               | wikariusz apostolski                   |
| 2    | Rafael d'Ossery          | 1790–1795               | wikariusz apostolski                   |
| 3    | Paolo Moretti            | 1795–1804               | wikariusz apostolski                   |
| 4    | Jean Baptiste Gridaine   | 1805–1833               | wikariusz apostolski                   |
| 5    | Jacob Laurentius Studach | 1833–1873               | wikariusz apostolski, biskup tytularny |
| 6    | Johan Georg Huber        | 1874–1886               | wikariusz apostolski. biskup tytularny |
| 7    | Albert Bitter            | 1886–1922               | wikariusz apostolski, biskup tytularny |
| 8    | Johannes Erik Müller     | 1923–1953               | wikariusz apostolski, biskup tytularny |

## Diecezja Sztokholmska (od 1953)
| L.p. | Imię i nazwisko      | Lata sprawowania urzędu | Informacje dodatkowe         |
| ---- | -------------------- | ----------------------- | ---------------------------- |
| 1    | Johannes Erik Müller | 1953–1957               | biskup diecezjalny           |
| 2    | Knut Ansgar Nelson   | 1957–1962               | biskup diecezjalny           |
| 3    | John Edward Taylor   | 1962–1976               | biskup diecezjalny           |
| 4    | Hubertus Brandenburg | 1977–1998               | biskup diecezjalny           |
| 5    | Anders Arborelius    | od 1998                 | biskup diecezjalny, kardynał |